# 공개조사
공개조사(public inquiry)는 영국과 영연방 국가들에서 정부가 지시하여 실시되는 조사를 말한다. 한글 번역은 일관되지 않아서, 공공조사, 공적조사, 공개심의회, 공개심문, 공개심리, 공개청문회, 공개심의 등으로 번역되고 있다.
영국에서 공개조사란, 판사, 영주 (작위), 교수, 고위공무원 등 영국 사회에서 저명한 인사들이 위원으로 위촉되어 광범위한 조사를 하는 것을 말한다.
영국은 세계 최초로 국정조사라는 제도를 만들었는데, 국정조사는 국회의원들이 하는 조사이며, 공개조사는 총리가 임명한 사회의 저명한 인사들이 국민적인 관심사에 대해 광범위하게 조사하는 제도이다.

## 같이 보기
- 칠콧 보고서